# SSV Brixen nelle coppe europee
Questa pagina contiene tutte le statistiche relative all'SSV Brixen Handball nelle competizioni europee.

## Partecipazioni alle coppe europee
| Competizione                            | Edizioni disputate | Partite Giocate | Partite Vinte | Partite Pareggiate | Partite Perse | Gol Fatti | Gol subiti | Differenza reti |
| --------------------------------------- | ------------------ | --------------- | ------------- | ------------------ | ------------- | --------- | ---------- | --------------- |
| Coppa dei Campioni / Champions League   | 2                  | 6               | 3             | 0                  | 3             | 138       | 141        | -3              |
| Coppa delle Coppe                       | 4                  | 6               | 1             | 1                  | 6             | 168       | 195        | -27             |
| IHF/EHF Cup                             | 3                  | 10              | 4             | 3                  | 3             | 216       | 215        | +1              |
| City Cup / Challenge Cup / European Cup | 6                  | 26              | 11            | 0                  | 15            | 616       | 625        | -9              |
| Totale                                  | 15                 | 50              | 19            | 4                  | 27            | 1138      | 1176       | -38             |

## Riepilogo confronti con squadre
| Squadra               | Partite Giocate | Partite Vinte | Partite Pareggiate | Partite Perse | Gol Fatti | Gol subiti | Differenza reti |
| --------------------- | --------------- | ------------- | ------------------ | ------------- | --------- | ---------- | --------------- |
| ABC Braga             | 2               | 1             | 0                  | 1             | 38        | 45         | -7              |
| ASKI Ankara           | 2               | 0             | 0                  | 2             | 46        | 53         | -7              |
| Bramac Veszprem       | 2               | 0             | 0                  | 2             | 37        | 41         | -4              |
| Dynamo Astrachan'     | 2               | 1             | 0                  | 1             | 50        | 45         | +5              |
| FH Hafnafjordur       | 2               | 1             | 1                  | 0             | 37        | 36         | +1              |
| Haka Emmen            | 2               | 2             | 0                  | 0             | 58        | 48         | +10             |
| HBC Ajax Lebbeke      | 2               | 2             | 0                  | 0             | 50        | 37         | +13             |
| HK Drott Halmstad     | 2               | 0             | 0                  | 2             | 60        | 70         | -10             |
| IFK Skovde            | 2               | 0             | 0                  | 2             | 31        | 40         | -9              |
| Maccabi Rishon Lezion | 2               | 1             | 0                  | 1             | 59        | 62         | -3              |
| Polët Čeljabinsk      | 2               | 1             | 0                  | 1             | 51        | 49         | +2              |
| RK Jugovic Kac        | 2               | 1             | 0                  | 1             | 46        | 50         | -4              |
| SG Wallau-Massenheim  | 2               | 0             | 0                  | 2             | 35        | 46         | -11             |
| SKA Minsk             | 2               | 0             | 1                  | 1             | 36        | 49         | -13             |
| SKIF Krasnador        | 2               | 1             | 0                  | 1             | 44        | 44         | 0               |
| Slavia Praga          | 2               | 0             | 1                  | 1             | 44        | 47         | -3              |
| Tachos Waalwijk       | 2               | 1             | 0                  | 1             | 37        | 43         | -6              |
| Teknik Istanbul       | 2               | 1             | 1                  | 0             | 39        | 27         | +12             |
| University Gomel      | 2               | 2             | 0                  | 0             | 65        | 45         | +20             |
| VfL Gummersbach       | 2               | 0             | 0                  | 2             | 42        | 48         | -6              |
| Vrbas                 | 2               | 1             | 0                  | 1             | 48        | 45         | +3              |
| Vrilissia Atene       | 2               | 1             | 0                  | 1             | 47        | 47         | 0               |
| Wagner-Biro Graz      | 2               | 1             | 0                  | 1             | 35        | 35         | 0               |
| Sassari               | 2               | 1             | 0                  | 1             | 53        | 49         | +4              |
| Vojvodina             | 2               | 0             | 0                  | 2             | 50        | 75         | -25             |
| Totale                | 50              | 19            | 4                  | 27            | 1138      | 1176       | -38             |

## Riepilogo confronti con nazioni
| Nazione                   | Partite Giocate | Partite Vinte | Partite Pareggiate | Partite Perse | Gol Fatti | Gol subiti | Differenza reti |
| ------------------------- | --------------- | ------------- | ------------------ | ------------- | --------- | ---------- | --------------- |
| Russia / Unione Sovietica | 8               | 3             | 1                  | 4             | 181       | 187        | -6              |
| Germania                  | 4               | 0             | 0                  | 4             | 77        | 94         | -17             |
| Paesi Bassi               | 4               | 3             | 0                  | 1             | 95        | 91         | +4              |
| Turchia                   | 4               | 1             | 1                  | 2             | 85        | 80         | +5              |
| Svezia                    | 4               | 0             | 0                  | 4             | 91        | 110        | -19             |
| Yugoslavia                | 4               | 2             | 0                  | 2             | 94        | 95         | -1              |
| Austria                   | 2               | 1             | 0                  | 1             | 35        | 35         | 0               |
| Belgio                    | 2               | 2             | 0                  | 0             | 50        | 37         | +13             |
| Bielorussia               | 2               | 2             | 0                  | 0             | 65        | 45         | +20             |
| Cecoslovacchia            | 2               | 0             | 1                  | 1             | 44        | 47         | -3              |
| Grecia                    | 2               | 1             | 0                  | 1             | 47        | 47         | 0               |
| Islanda                   | 2               | 1             | 1                  | 0             | 37        | 36         | +1              |
| Israele                   | 2               | 1             | 0                  | 1             | 59        | 62         | -3              |
| Portogallo                | 2               | 1             | 0                  | 1             | 38        | 45         | -7              |
| Ungheria                  | 2               | 0             | 0                  | 2             | 37        | 41         | -4              |
| Italia                    | 2               | 1             | 0                  | 1             | 53        | 49         | +4              |
| Serbia                    | 2               | 0             | 0                  | 2             | 50        | 75         | -25             |
| Totale                    | 50              | 19            | 4                  | 27            | 1138      | 1176       | -38             |

|}

## Elenco risultati suddivisi singola per competizione

### Coppa dei Campioni / Champions League
- 1ª  partecipazione - Coppa dei Campioni 1991-1992
- Primo turno

| Gummersbach ? 1991 | VfL Gummersbach | 27 – 24 | SSV Brixen |  |

| Bressanone ? 1991 | SSV Brixen | 18 – 21 | VfL Gummersbach |  |

- 2ª  partecipazione - Coppa dei Campioni 1992-1993
- Primo turno

| Bressanone 27 settembre 1992 | SSV Brixen | 30 – 23 | Haka Emmen |  |

| Emmen 3 ottobre 1992 | Haka Emmen | 25 – 28 | SSV Brixen |  |

- Ottavi di finale

| Braga ? 1992 | ABC Braga | 25 – 16 | SSV Brixen |  |

| Bressanone ? 1992 | SSV Brixen | 22 – 20 | ABC Braga |  |

### Coppa delle Coppe
- 1ª  partecipazione - Coppa delle Coppe 1982-1983
- Primo turno

| Bressanone ? 1982 | SSV Brixen | 17 – 29 | SKA Minsk |  |

| Minsk ? 1982 | SKA Minsk | 20 – 19 | SSV Brixen |  |

- 2ª  partecipazione - Coppa delle Coppe 1988-1989
- Primo turno

| Bressanone ? 1988 | SSV Brixen | 14 – 15 | Bramac Veszprem |  |

| Veszprem ? 1982 | Bramac Veszprem | 26 – 23 | SSV Brixen |  |

- 3ª  partecipazione - Coppa delle Coppe 1989-1990
- Primo turno

| Bressanone 8 ottobre 1989 | SSV Brixen | 21 – 19 | Wagner-Biro Graz |  |

| Graz ? 1989 | Wagner-Biro Graz | 14 – 16 | SSV Brixen |  |

- 4ª  partecipazione - Coppa delle Coppe 2003-2004
- Primo turno

| Bressanone 11 ottobre 2003 | SSV Brixen | 32 – 36 | HK Drott Halmstad |  |

| Halmstad 18 ottobre 2003 | HK Drott Halmstad | 34 – 28 | SSV Brixen |  |

### IHF Cup / EHF Cup
- 1ª  partecipazione - IHF Cup 1981-1982
- Primo turno

| Istanbul ? 1981 | Teknik Istanbul | 16 – 16 | SSV Brixen |  |

| Bressanone ? 1981 | SSV Brixen | 23 – 11 | Teknik Istanbul |  |

- Ottavi di finale

| Bressanone ? 1981 | SSV Brixen | 25 – 25 | FH Hafnafjordur |  |

| Hafnarfjörður ? 1981 | FH Hafnafjordur | 11 – 12 | SSV Brixen |  |

- Quarti di finale

| Bressanone ? 1982 | SSV Brixen | 22 – 25 | Slavia Praga |  |

| Praga ? 1982 | Slavia Praga | 22 – 22 | SSV Brixen |  |

- 2ª  partecipazione - IHF Cup 1990-1991
- Primo turno

| Waalwijk ? 1990 | Tachos Waalwijk | 24 – 11 | SSV Brixen |  |

| Bressanone ? 1990 | SSV Brixen | 26 – 19 | Tachos Waalwijk |  |

- 3ª  partecipazione - EHF Cup 2006-2007
- Secondo turno

| Bressanone 6 ottobre 2006 | SSV Brixen | 31 – 28 | Maccabi Rishon Lezion |  |

| Bressanone 8 ottobre 2006 | Maccabi Rishon Lezion | 34 – 28 | SSV Brixen |  |

### City Cup / Challenge Cup / European Cup
- 1ª  partecipazione - EHF Cup 2006-2007
- Primo turno

| Bressanone 7 ottobre 1994 | SSV Brixen | 23 – 22 | SKIF Krasnador |  |

| Bressanone 8 ottobre 1994 | SKIF Krasnador | 22 – 21 | SSV Brixen |  |

- 2ª  partecipazione - City Cup 1995-1996
- Primo turno

| Atene 8 ottobre 1995 | Vrilissia Atene | 29 – 22 | SSV Brixen |  |

| Bressanone 14 ottobre 1995 | SSV Brixen | 25 – 18 | Vrilissia Atene |  |

- Ottavi di finale

| Skovde 12 ottobre 1995 | IFK Skovde | 22 – 15 | SSV Brixen |  |

| Bressanone 18 novembre 1995 | SSV Brixen | 16 – 18 | IFK Skovde |  |

- 3ª  partecipazione - City Cup 1997-1998
- Primo turno

| Bressanone 3 ottobre 1997 | SSV Brixen | 26 – 22 | Vrbas |  |

| Bressanone 5 ottobre 1997 | Vrbas | 23 – 22 | SSV Brixen |  |

- Ottavi di finale

| Astrachan' 8 novembre 1997 | Dynamo Astrachan' | 27 – 20 | SSV Brixen |  |

| Bressanone 15 novembre 1997 | SSV Brixen | 30 – 17 | Dynamo Astrachan' |  |

- Quarti di finale

| Bressanone 7 febbraio 1998 | SSV Brixen | 18 – 23 | SG Wallau-Massenheim |  |

| Maselheim 21 febbraio 1998 | SG Wallau-Maselheim | 23 – 17 | SSV Brixen |  |

- 4ª  partecipazione - City Cup 1999-2000
- Primo turno

| Bressanone 8 ottobre 1999 | SSV Brixen | 34 – 20 | University Gomel |  |

| Bressanone 10 ottobre 1999 | University Gomel | 25 – 31 | SSV Brixen |  |

- Ottavi di finale

| Ankara 13 novembre 1999 | ASKI Ankara | 28 – 20 | SSV Brixen |  |

| Bressanone 20 novembre 1999 | SSV Brixen | 25 – 26 | ASKI Ankara |  |

- 5ª  partecipazione - Challenge Cup 2000-2001
- Ottavi di finale

| Bressanone 9 dicembre 2000 | SSV Brixen | 23 – 20 | HBC Ajax Lebbeke |  |

| Lebbeke 16 dicembre 2000 | HBC Ajax Lebbeke | 17 – 27 | SSV Brixen |  |

- Quarti di finale

| Bressanone 24 febbraio 2001 | SSV Brixen | 29 – 26 | Polët Čeljabinsk |  |

| Čeljabinsk 4 marzo 2001 | Polët Čeljabinsk | 22 – 23 | SSV Brixen |  |

- Semifinali

| Kać 24 marzo 2001 | RK Jugovic Kać | 27 – 19 | SSV Brixen |  |

| Bressanone 31 marzo 2001 | SSV Brixen | 27 – 23 | RK Jugovic Kać |  |

- 6ª  partecipazione - European Cup 2022-2023
- Primo turno

| Sassari 10 settembre 2022 | Raimond Sassari | 29 – 24 | SSV Brixen |  |

| Bressanone 17 settembre 2022 | SSV Brixen | 29 – 20 | Raimond Sassari |  |

- Secondo turno

| Bressanone 29 ottobre 2022 | SSV Brixen | 23 – 31 | Vojvodina |  |

| Novi Sad 5 novembre 2022 | Vojvodina | 44 – 27 | SSV Brixen |  |